# Kalvebod Bølge
Kalvebod Bølge er en havnepromenade ved Kalvebod Brygge mellem Langebro og Bernstorffsgade i København. Anlægssummen udgjorde 49 millioner kroner.
Promenaden omfatter cirka 4000 m² pælefunderet brygge ud for Marriott Hotel og Nykredits domicil og er en del af Københavns Kommunes projekt Metropolzonen, der har som mål at skabe bedre sammenhæng mellem byens centrum og havnefronten.
Kalvebod Bølge er etableret som et supplement til den populære Havnepark på Islands Brygge. Promenaden af egetræ står på 284 pæle og er formet som to buer, der strækker sig ud i havneløbet og indrammer tre bassiner med vand til kajaksejlere. Eftersom Kalvebod Brygge ligger på havnens skyggeside, er det meningen, at promenadens form skal trække den ud i solen. Den første pæl blev hamret i vandet ud for Kalvebod Brygge i september 2012.
Promenaden er indrettet med kajakpolobane, kajakrutsjebane, kajakhotel, løberute og møbler til styrketræning og udstrækning. Den nordlige del af projektet åbnede i weekenden den 20. og 21. juli 2013. I starten af august valgte kommunen at lukke kajakrutsjebanen, efter at en erfaren havkajakroer havde betegnet den som livsfarlig. Ifølge kommunen kunne der muligvis være en sikkerhedsrisiko, såfremt mindre øvede brugte rutsjebanen.
Den officielle indvielse af hele anlægget fandt sted fredag den 30. august 2013.
I efteråret 2014 vendte kommunen kajakrutsjebanen 90 grader, så den nu er vinklet væk fra moleanlægget og ud i bassinet, hvor der er den fornødne plads og sikkerhed.
55°40′08.78″N 12°34′31.57″Ø / 55.6691056°N 12.5754361°Ø

## Galleri
- Kalvebod Bølge under anlæg i juni 2013 set fra Langebro.
- Kalvebod Bølge under anlæg i juni 2013 set fra syd.